# Лусія Лакарра
Лусія Лакарра (24 березня 1975) — іспанська балерина, солістка Баварського штадтбалету з 2002 року, лауреат премії танцю Бенуа, названа балериною десятиліття на галаконцерті зірок балету 2011 року в Санкт-Петербурзі. 
Лусія народилася в баскському містечку Сумая, цікавилася балетом з дитинства, але почала танцювати тільки з 10 років, коли в містечку з'явилася балетна школа. Вона три роки вчилася в Сан-Себастьяні, а потім у школі Віктора Уллате в Мадриді. У 15 років вона дебютувала в балеті Віктора Уллате, танцюючи Allegro Brillante Джорджа Баланчина та в інших балетах.
Через три роки вона переїхала в Марсель до Ролана Петі як прима балерина танцювати Есмеральду в балеті Собор Паризької Богоматері. У Марселі вона працювала три роки, танцюючи в різних балетах, зокрема Гепарді та Юнак та смерть. 1997 року вона переїхала до Сан-Франциско, де танцювала класичний репертуар. Одним із її партнерів був француз Сіріл П'єр. Вона одружилася з ним 1998 року.
З 2002 року Лакарра танцює в Мюнхені, в Баварському державному балеті. Спочатку її основним партнером був Сіріл П'єр, а з 2007 року — Марлон Діно, з яким вона одружилася 2010-го. 

## Виноски
1. ↑  Lucia Lacarra – The best Time of my Life (D + E). Online Merker. Архів оригіналу за 20 березня 2014. Процитовано 20 березня 2014.
2. ↑  Sweeney, Stuart (12 серпня 2001). An Interview with Lucia Lacarra. Архів оригіналу за жовтня 1, 2012. Процитовано 22 березня 2014.
3. ↑  Lucia Lacarra. Bayerisches Staatsballett. Архів оригіналу за 27 липня 2014. Процитовано 20 березня 2014.